# N.T. Rama Rao
Nandamuri Taraka Rama Rao, znany powszechnie jako NTR (ur. 28 maja 1923 w Nimmakuru, zm. 18 stycznia 1996 w Hajdarabadzie) – indyjski aktor, polityk, reżyser i producent filmowy.

## Życiorys

### Pochodzenie i rodzina
Nandamuri Taraka Rama Rao urodził się w niewielkiej wsi Nimmakuru, nieopodal Machilipatnam. Miejscowość ta leżała wówczas w prezydencji madraskiej, będącej częścią wciąż znajdujących się pod brytyjskim panowaniem Indii. Współcześnie rodzinne okolice aktora i polityka są częścią stanu Andhra Pradesh. Rama Rao pochodził z rodziny należącej do społeczności Kamma. Tradycyjnie społeczność ta zajmowała się rolnictwem. W ramach porządku warnowego zalicza się ją do śudrów. Znana jest niemniej z przedsiębiorczości oraz z dużej mobilności społecznej. Właśnie z grupy w strukturze kastowej wywodziło się zresztą wiele współczesnych Ramie Rao postaci ważnych dla szeroko pojętej kultury języka telugu.
Rodzice Ramy Rao, Venkataramamma oraz Laxmaiah, oddali syna pod opiekę jego wuja. Wpływ na podjęcie przez nich takiej właśnie decyzji miało szereg czynników. Matka przyszłego gwiazdora miała w owym momencie zaledwie czternaście lat. Ramaiah, wuj oraz przybrany ojciec chłopca nie doczekał się natomiast własnego potomstwa. Chętnie zgodził się zatem nie tylko na przejęcie pieczy nad bratankiem. Podarował także dom jego biologicznym rodzicom. Rama Rao był mocno związany ze wszystkimi osobami, które wypełniały wobec niego rolę rodzicielskie. Z wdzięcznością wspominał zwłaszcza wyrzeczenia, dzięki którym zdołali mu zapewnić solidne wykształcenie. Tradycja wzajemnego wsparcia w rodzinie podtrzymywana była zresztą przez wiele dekad. Adopcyjna matka przyszłego aktora spędziła bowiem ostatnie lata swego życia w domu Balakrishny, jednego z synów Ramy Rao.

### Wykształcenie
Nandamuri Taraka Rama Rao podstawy edukacji odebrał w szkole w rodzinnej wiosce. Jego nauczycielem był niejaki Valluri Venkata Subba Rao. Z uwagi na ograniczone możliwości wiejskiej placówki pedagog korzystał z wielu raczej niekonwencjonalnych pomocy dydaktycznych. Znajdowały się wśród nich święte teksty hinduizmu, w tym Mahabharata. Nie zabrakło i jednak publikacji takich jak Pedda Balasiksha, którą można uznać za rodzaj popularnej encyklopedii. Przekazał swoim uczniom podstawy wiedzy z zakresu rachunków czy literatury. Zaskarbił sobie również wdzięczność wychowanków. To Subbie Rama Rao przypisywał wiele lat później rozbudzenie w nim miłości do języka ojczystego. 
Rodzina przeniosła następnie chłopca do szkoły w Avurupudi. W 1933 przyjęty został natomiast do miejskiej szkoły nieopodal targowiska Kaleswary Rao w Widźajawadzie. Ukończył ją w 1940. Kontynuował następnie edukację w Sri Rajah Rangayya Appa Rao (SSR) College, również w Widźajawadzie. To z tą placówką wiążą się pierwsze doświadczenia Ramy Rao na deskach teatru. Łączyły się one zresztą z dalszym pogłębieniem zainteresowania językiem telugu oraz tworzoną w nim literaturą. Duży wpływ miał na to jeden z nauczycieli Ramy Rao, ceniony poeta i prozaik Viswanatha Satyanarayana.
W 1945 Rama Rao podjął wreszcie naukę w Andhra Christian College w Guntur. Kształcił się tam w zakresie ekonomii oraz historii nowożytnej Europy. Licencjat uzyskał 11 kwietnia 1947. Przez całe życie ogromnie cenił swój tytuł zawodowy. Wpływ na to miała do pewnego stopnia specyficzna duma gwiazdora kinowego. Zauważono bowiem, iż jego główny rywal w przemyśle filmowym, Akkineni Nageshwara Rao nie uzyskał w zasadzie żadnego wykształcenia, poza kilkoma latami szkoły podstawowej. 

### Początki kariery zawodowej i scenicznej
Jak wspomniano już wyżej, pierwsze doświadczenia sceniczne Ramy Rao wiążą się z okresem, w którym to uczył się w Sri Rajah Rangayya Appa Rao College. Krótko pracował w biurze rejestrowym w Mangalagiri na północny wschód od Guntur. Wkrótce jednakże porzucił karierę urzędniczą i poświęcił się aktorstwu.

### Kariera filmowa
Zadebiutował w filmie Mana Desam (1949). W swojej trwającej przeszło 4 dekady karierze filmowej wystąpił w ponad 300 filmach. Szczególnym uznaniem cieszyły się jego role w obrazach o tematyce religijnej. Pojawiał się na ekranie jako Rama, Rawana czy Venkateshwara. Z wyjątkowym upodobaniem występował niemniej w roli Kryszny.
Jego działalność artystyczna, powiązana ze złotym wiekiem kina w języku telugu, pomogła mu zdobyć ogromną popularność.

### Działalność polityczna
Uznany za kulturową ikonę Andhry Pradesh, swój szczególny status wykorzystał w działalności politycznej. W marcu 1982 założył Telugu Desam Party (TDP), w 1983 poprowadził ją do zwycięstwa w wyborach stanowych. Został tym samym szefem regionalnego rządu, pierwszym niezwiązanym z Indyjskim Kongresem Narodowym (INC). Jego pierwszy gabinet został odwołany w kontrowersyjnych okolicznościach w sierpniu 1984. Polityk powrócił na stanowisko już we wrześniu tego samego roku. Dodatkowo wzmocnił swoją pozycję po zdecydowanym zwycięstwie w wyborach do stanowej legislatywy w 1985.
Podjął szereg decyzji określanych niekiedy jako populistyczne. Wprowadził subsydia żywieniowe i odzieżowe dla najuboższych, zainicjował budowę mieszkań dla obywateli żyjących poniżej progu ubóstwa, wprowadził również zakaz sprzedaży alkoholu. Jego politykę często zestawia się z działaniami M.G. Ramachandrana (MGR), również aktora, a także premiera pobliskiego Tamilnadu w analogicznym okresie. Stracił władzę po wyborach z 1989. Przewodził następnie opozycji, próbując jednocześnie wzmocnić i zreorganizować TDP.
W 1994 Rama Rao po raz trzeci objął funkcję stanowego szefa rządu. W 1995 wewnątrzpartyjny przewrót pozbawił go stanowiska, a także doprowadził do wydalenia go z partii, którą utworzył. Zmarł kilka miesięcy później na skutek zawału serca w Hajdarabadzie.
Uznaje się go za jednego z prekursorów specyficznej praktyki dyscyplinującej własne zaplecze polityczne, zjawiska, które w indyjskiej debacie publicznej zyskało miano kurortowej polityki. Przymusowe zakwaterowanie posłów w hotelu bądź kurorcie mające na celu przeczekanie sytuacji kryzysowej, bo do tego ów termin się odnosi, zostało przezeń wykorzystane po raz pierwszy w 1984.
W 1943 poślubił Basavę Tarakam. Doczekał się z nią 12 dzieci. Owdowiał w 1985. W 1992, potajemnie poślubił Lakshmi Parvathi, swą biografkę.
Trzykrotny laureat Narodowej Nagrody Filmowej, otrzymał też Nagrodę Nandi, związaną z rządem stanowym, jak również Nagrodę Filmfare. W 1968, w uznaniu zasług dla indyjskiej kinematografii, uhonorowany Padmą Shri. Otrzymał doktorat honorowy Andhra University (1978). Upamiętnia go ustanowiona w 1996 NTR National Award, przyznawana za wybitny wkład w rozwój indyjskiego kina. O jego życiu i karierze opowiadają filmy NTR: Kathanayakudu oraz NTR: Mahanayakudu w reżyserii Krisha (2019). W rolę Ramy Rao wcielił się w nich jeden z synów gwiazdora. Postawiono mu liczne pomniki, chociażby w Hajdarabadzie oraz w Vinukondzie w dystrykcie Guntur.